# Đổng Nguyên (Tam Quốc)
Đổng Nguyên (tiếng Trung: 董元; bính âm: Dong Yuan; ? - 271) là tướng lĩnh nhà Quý Hán và Tây Tấn thời Tam Quốc trong lịch sử Trung Quốc.

## Cuộc đời
Đổng Nguyên quê ở quận Kiến Ninh, Ích Châu, cường kiện mà dũng cảm. Dưới thời Quý Hán, Mao Cảnh giữ chức Nha môn tướng dưới trướng Lai Hàng đô đốc Hoắc Dặc. Năm 263, Quý Hán diệt vong, Đổng Nguyên theo Hoắc Dặc hàng Ngụy. Tư Mã Chiêu phong Hoắc Dặc chức Nam Trung đô đốc, Đổng Nguyên là Nha môn tướng dưới trướng thuộc đô đốc phủ.
Cùng năm, quận lại ở quận Giao Chỉ là Lã Hưng nổi dậy chống Ngô, phái người đến chỗ Hoắc Dặc hàng Ngụy. Năm 264, Lã Hưng được phong cầm tiết, đô đốc Giao Châu chư quân sự, Hoắc Dặc được phong làm thứ sử Giao Châu, tiến cử Thoán Cốc làm thái thú Giao Chỉ, cắt cử các Nha môn tướng Đổng Nguyên, Mao Cảnh, Mạnh Cán, Mạnh Thông, Thoán Năng, Lý Tùng, Vương Tố sang cứu viện, nhưng chưa đến nơi thì Lã Hưng đã bị thuộc hạ giết chết.
Năm 265, quân Nam Trung tiến vào Long Biên, trấn an Giao Chỉ. Không lâu sau, Thoán Cốc bệnh chết, thái thú kế nhiệm là Mã Dung không lâu sau cũng bị bệnh mà chết, Dương Tắc được bổ nhiệm làm thái thú. Đến năm 268, dưới sự chỉ huy của Dương Tắc, quân Tấn đã chiếm lĩnh được hai quận Cửu Chân, Nhật Nam, uy hiếp các quận phía bắc Hợp Phố. Năm 268, Tôn Hạo phong Lưu Tuấn làm thứ sử Giao Châu, Tu Tắc làm Tiền bộ đốc, cùng tướng quân Cố Dung tấn công Giao Chỉ. Quân Ngô nhiều lần tiến công mà không thu hoạch được gì. Dương Tắc liền phái Mao Cảnh, Đổng Nguyên tiến công nơi đóng quân của quân Ngô tại Hợp Phố. Hai quân giao chiến tại Cổ Thành, quân Ngô đại bại, Lưu Tuấn, Tu Tắc tử trận. Đổng Nguyên được Dương Tắc tiến cử làm thái thú Cửu Chân.
Năm 269, Tôn Hạo lại cử giám quân Ngu Dĩ, Uy nam tướng quân Tiết Hủ hội quân với thái thú Thương Ngô Đào Hoàng tại Hợp Phố. Năm 271, Tiết Hủ theo kế Đào Hoàng, cho quân từ đường biển đánh bại Mao Cảnh ở Phong Khê, tiến về Giao Chỉ. Đổng Nguyên theo lệnh Dương Tắc kéo quân tập kích Đào Hoàng, giết được hai tướng, nhưng không lâu sau bị Đào Hoàng dẫn mấy trăm người tập kích trong đêm, tổn thất lượng lớn quân nhu. Sau đó Nguyên lại bị Ngu Tị đánh bại, phải rút lui. Tháng 4 năm 271, Đổng Nguyên chết bệnh, Vương Tố nhận chức thái thú Cửu Chân.

## Trong văn hóa
Đổng Nguyên không xuất hiện trong tiểu thuyết Tam quốc diễn nghĩa của La Quán Trung.